# Cnemidocarpa finmarkiensis
Cnemidocarpa finmarkiensis är en sjöpungsart som först beskrevs av Kiaer 1893.  Cnemidocarpa finmarkiensis ingår i släktet Cnemidocarpa och familjen Styelidae. Inga underarter finns listade i Catalogue of Life.